# Tenis stołowy na Igrzyskach Panamerykańskich 2015
Tenis stołowy na Igrzyskach Panamerykańskich 2015 odbywał się w dniach 19–25 lipca 2015 roku w Markham Pan Am Centre w Markham. Osiemdziesięcioro zawodników obojga płci rywalizowało w czterech konkurencjach.

## Podsumowanie

### Klasyfikacja medalowa
| Klasyfikacja medalowa | Klasyfikacja medalowa | Klasyfikacja medalowa | Klasyfikacja medalowa | Klasyfikacja medalowa | Klasyfikacja medalowa |
| Miejsce               | Państwo               | Złoto                 | Srebro                | Brąz                  | Razem                 |
| --------------------- | --------------------- | --------------------- | --------------------- | --------------------- | --------------------- |
| 1                     | Brazylia              | 2                     | 3                     | 2                     | 7                     |
| 2                     | Stany Zjednoczone     | 2                     | 0                     | 1                     | 3                     |
| 3                     | Paragwaj              | 0                     | 1                     | 0                     | 1                     |
| 4                     | Kanada                | 0                     | 0                     | 3                     | 3                     |
| 5                     | Portoryko             | 0                     | 0                     | 2                     | 2                     |
| Razem                 | Razem                 | 4                     | 4                     | 8                     | 16                    |

### Medaliści
| Konkurencja    | 1. miejsce                                                   | 2. miejsce                                                     | 3. miejsce |           |
| Mężczyźni      | Mężczyźni                                                    | Mężczyźni                                                      | Mężczyźni | Mężczyźni |
| -------------- | ------------------------------------------------------------ | -------------------------------------------------------------- | --- | --------- |
| Gra pojedyncza | Hugo Calderano                                               | Gustavo Tsuboi                                                 | Thiago Monteiro Eugene Wang                                                                                                  |           |
| Drużynowo      | Brazylia · Hugo Calderano · Thiago Monteiro · Gustavo Tsuboi | Paragwaj · Marcelo Aguirre · Axel Gavilán · Alejandro Toranzos | Portoryko · Brian Afanador · Héctor Berríos · Daniel González Kanada · Marko Medjugorac · Pierre-Luc Thériault · Eugene Wang |           |
| Kobiety        |                                                              |                                                                | |           |
| Gra pojedyncza | Wu Yue                                                       | Gui Lin                                                        | Caroline Kumahara Lily Zhang                                                                                                 |           |
| Drużynowo      | Stany Zjednoczone · Wu Yue · Lily Zhang · Zheng Jiaqi        | Brazylia · Gui Lin · Caroline Kumahara · Lígia Silva           | Kanada · Alicia Cote · Luo Anqi · Zhang Mo Portoryko · Carelyn Cordero · Adriana Díaz · Melanie Díaz                         |           |